# 사보이 호텔

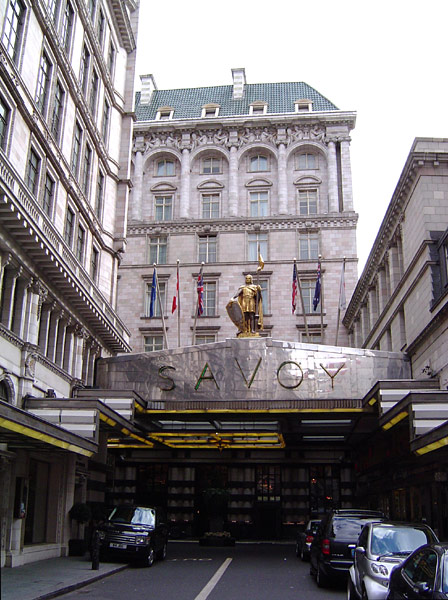
사보이 호텔

사보이 호텔(영어: Savoy Hotel)은 영국 런던에 위치한 호텔이다.